# Buda Crăciunești, Buzău
Buda Crăciunești este un sat în comuna Cislău din județul Buzău, Muntenia, România. Se află în apropierea confluenței între râul Bâsca Chiojdului și râul Buzău, în Subcarpații de Curbură.
Satul Buda este situat în partea de sud-vest a comunei Cislău, la distanța de 9–10 km. Este înconjurat de păduri de foioase, cu fag și stejar. Prima bisericuță din lemn a satului cu hramul "Înălțarea Domnului" datează din anul 1793, renovata în 1883, 1932.  Aici, Buletinul Comisiunii Monumentelor Istorice din România a reînhumat în anul 1936, osemintele Doamnei Neaga, soția domnitorului muntean Mihnea Turcitul, ale tatălui său Vlaicu Clucerul, și ale altor rude, printre care și ale copiilor săi. Osemintele voievodale au fost descoperite în 1931, în urma săpăturilor arheologice efectuate la ruinele castelului medieval al voievodului și ale bisericii de familie.